# Hyou Watanabe
 (février 2022).
Hyou Watanabe (渡邉 彪, Watanabe Hyō), né le 4 janvier 1997 à Toyohashi, Aichi) est un catcheur japonais qui travaille à la Dragon Gate sous le nom de H.Y.O.

## Carrière

### Dragon Gate (2015-...)

#### Non Affilié et Mochizuki Dojo (2016-2019)
Lors de Dead Or Alive 2019, lui, Kota Minoura et Masaaki Mochizuki perdent contre R.E.D (Kazma Sakamoto, Takashi Yoshida et Yasushi Kanda) et ne remportent pas les Open the Triangle Gate Championship.

#### Heel Turn et R.E.D (2019–2022)
Le 8 octobre, lors d'un Three Way Match contre Okuda et Ishida, il effectue un Heel Turn en commençant à attaquer violemment Okuda et rejoint ensuite le clan R.E.D, affirmant que Mochizuki Dojo était son idée et que ses anciens camarades de classe Kota Minoura et Yuki Yoshioka n'étaient que des acolytes, car ils ne se sont pas réunis en tant qu'unité ou n'ont remporté aucun championnat. Par la suite, Mochizuki, Minoura et Yuki Yoshioka ont juré de se venger de lui, ce qui a conduit Mochizuki à le défier à un match. Il se renomme ensuite H.Y.O.
Lors de Final Gate 2019, lui, Diamante et Takashi Yoshida battent Strong Machines (Strong Machine J, Strong Machine F et Strong Machine G) dans un Three-Way Match qui comprenaient également Natural Vibes (Kzy, Genki Horiguchi et Susumu Yokosuka) et remportent les Open the Triangle Gate Championship. Le 7 février 2020, ils perdent les titres contre Toryumon (Ryo Saito, Kenichiro Arai et Dragon Kid) dans un Three-Way Match qui comprenaient également Team Dragon Gate (Keisuke Okuda, Strong Machine J et Yosuke Santa Maria).
Lors de Final Gate 2020, lui, Eita, Kaito Ishida, HipHop Kikuta et SB KENTo battent Toryumon Generation (Dragon Kid, Genki Horiguchi, Masato Yoshino, Naruki Doi et Susumu Yokosuka) dans un No Disqualification Losing Unit Disbands Match et force Toryumon à se dissoudre.
Lors de Dangerous Gate 2021, lui, Eita et Kaito Ishida battent MASQUERADE (Dragon Dia, Jason Lee et La Estrella) et remportent les Open the Triangle Gate Championship. Lors de The Gate Of Destiny 2021, ils conservent les titres contre HIGH-END (Ben-K, Dragon Kid et Kagetora). Le 15 décembre, ils perdent leur titres contre MASQUERADE (Jason Lee, Kota Minoura et Shun Skywalker).
Lors de Final Gate 2021, SB KENTo et lui battent Naruki Doi et Takashi Yoshida et remportent les Open The Twin Gate Championship.
Le 12 janvier 2022, Eita et Kaito Ishida commencent à s'éloigner eux-mêmes de lui avant de remporter le Open the Triangle Gate Championship pour la deuxième fois après avoir vaincu MASQUERADE (Jason Lee, Kota Minoura et Shun Skywalker). Après le match, Shun Skywalker quitte Masquerade, ce qui le conduit à inviter ce dernier à rejoindre R.E.D, ce que Skywalker accepte. Cependant, Eita et Ishida sont contre son ajout et Eita essaie de l'expulser, conduisant le reste de R.E.D à se retourner contre Eita et Kaito Ishida et Shun Skywalker à devenir le nouveau membre de R.E.D. Le 13 janvier, lui et SB KENTo perdent les Open The Twin Gate Championship contre Dragon Dia et Yuki Yoshioka.

#### Z-Brats (2022-...)
Le 5 février, à la suite du départ d'Eita, lui et SB KENTo ont décidé de changer le nom du clan qui s'appellera dorénavant Z-Brats, afin de se démarquer du concept de RED créé par Eita.
Le 20 février, lui BxB Hulk et Shun Skywalker participent à un tournoi pour couronner les nouveaux Open the Triangle Gate Champions. Lors du tournoi, ils battent Riki Iihashi, Ishin Iihashi et Takuma Fujiwara en demi-finale, avant de perdre contre Natural Vibes (Kzy, Jacky "Funky" Kamei et Yuta Tanaka) en finale.
Le 6 mars, lui et SB KENTo perdent contre D'courage (Dragon Dia et Yuki Yoshioka) dans un Three Way Match qui comprenaient également Eita et Yosuke Santa Maria et ne remportent pas les Open the Twin Gate Championship.

## Palmarès
- Dragon Gate
  - 1 fois Open the Brave Gate Championship
  - 3 fois Open the Triangle Gate Championship avec Diamante et Takashi Yoshida (1) et Eita et Kaito Ishida (2)
  - 1 fois Open The Twin Gate Championship avec SB KENTo

## Récompenses des magazines
- Pro Wrestling Illustrated

| Année | 2023 | 2024 |
| ----- | ---- | ---- |
| Rang  | 351  | 168  |